# 迪诺·布扎蒂
迪诺·布扎蒂（義大利語：Dino Buzzati，1906年10月16日—1972年1月28日），意大利作家，记者，剧作家，歌剧剧本作家和画家。从学生时代开始作为专栏记者，编辑和特派记者在晚邮报工作。

## 生平
迪诺·布扎蒂出生于家族世代所居的贝卢诺附近的圣佩雷葛林诺, 妈妈阿芭·芒托瓦尼是来自威尼斯的一位兽医，多愁善感，饱读诗书；爸爸朱利欧·契撒雷来自一个古老的贝卢诺家族，曾在帕维亚大学和米兰博孔尼大学担任国际法教授。布扎蒂是他们四个孩子中的老二，兄弟是意大利基因学者Adriano Buzzati-Traverso。布扎蒂自幼就热爱音乐，小提琴和钢琴都很拿手。初中和高中都就读于米兰的帕理尼中学。1924年布扎蒂被父亲曾任教的米兰大学法学院录取。
1926到1928年布扎蒂入伍服役，成了军校学生。他对同袍们最反感的“纪律、责任感、时间”等产生了高度兴趣。1928年布扎蒂大学毕业，被米兰的《晚邮报》录用，直到去世他都是该报的记者。布扎蒂开始是在勘误部门，后来成为记者、特约记者、专栏作家，编辑和文艺评论家，一直到总编，后来由于自谦拒绝了社长一职。通常认为，他的新闻记者背景影响了他的写作，让他在写最离奇的故事时也有一丝现实主义的色彩。布扎蒂自己评价这种联系
在我看来，离奇应该和新闻报道尽可能接近。正确的词汇并非“陈腐”，虽然实际上多少有些。我的意思是，离奇故事的效率取决于是否用最简单实际的方式去讲述它。
1930年起布扎蒂开始着手写作《山上的巴纳伯》，1933年小说出版。1935年出版了《老森林的秘密》。二战期间，布扎蒂担任特派员，前往非洲，去过埃塞俄比亚、东非和南非。埃塞俄比亚的一望无际的凄凉与悲伤镜像，让他开始构思长篇小说《鞑靼人沙漠》。1940年，他的长篇小说《鞑靼人沙漠》发表，引起评论界的认可，作者声名鹊起。之后作者就专注于短篇小说集的写作，直到1960年才又出版了长篇《伟大肖像》。1963年他出版了最后一部长篇小说《相爱一场》。1966年他和阿美莉娜·安东尼亚兹结婚，同年短篇小说集《魔法外套》出版。
进入1970年代后，布扎蒂的健康每况愈下，1971年他住进米兰的圣母疗养院，1972年布扎蒂因癌症去世。

## 主要作品

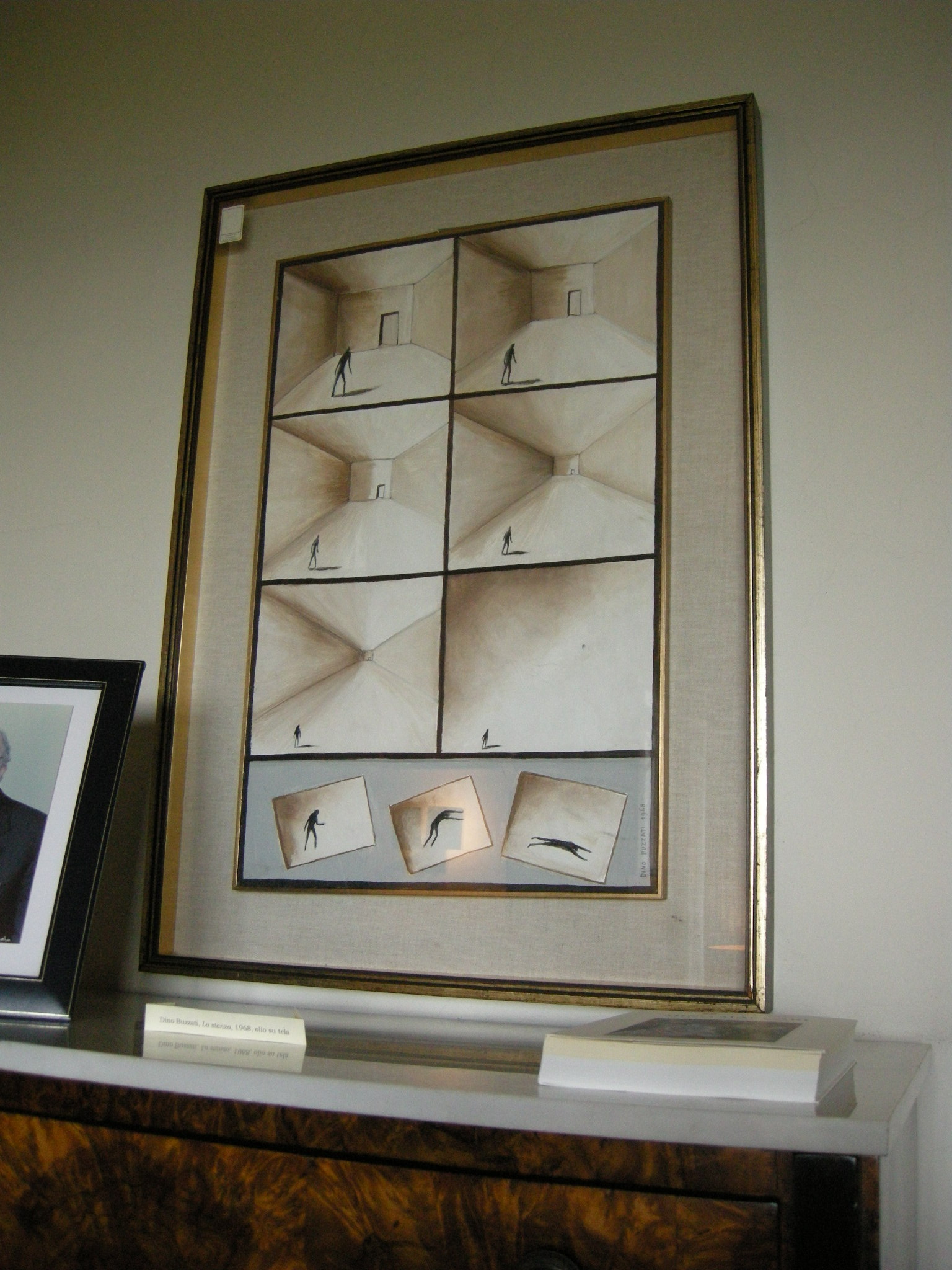

### 长篇小说
- 《山上的巴纳伯》（Bàrnabo delle montagne 1933）
- 《老森林的秘密》（Il segreto del Bosco Vecchio 1935）
- 《鞑靼人沙漠》（1945），布扎蒂最著名的长篇小说，驻扎在一座要塞的主人公在等待着鞑靼人的入侵。小说的情感和结论，让人将其与存在主义的作品，比如加缪的《希绪弗斯神话》相比较[3]
- 《伟大肖像》（Il grande ritratto 1960），小说着眼于科幻和心理问题。
- 《爱》（Un amore 1963），引起了较大反响，毁誉参半。

### 短篇小说集
- 《七信使》 I Sette Messaggeri 1942
- 《史卡拉歌剧院之迷》 1949
- 《那一刻》 1950
- 《垮台的巴利维纳》1957
- 《六十则短篇》1958
- 《魔法演练》1958
- 《魔法外套》1966
- 《神秘小店》（1968），被认为是他神秘、幻想风格的代表作品。

### 诗集
- 《皮克上尉及其它诗选》
- 《对不起，主教堂在哪个方向》